# Frank Schlesinger
Frank Schlesinger (11 maggio 1871 – 10 luglio 1943) è stato un astronomo statunitense.
Ha iniziato a lavorare all'osservatorio Yerkes dove è stato il precursore del metodo fotografico per determinare la parallasse delle stelle. Ha completato e pubblicato il Bright Star Catalogue.
Gli è stato dedicato l'asteroide 1770 Schlesinger.

## Onorificenze
- Medaglia d'oro della Royal Astronomical Society (1927)
- Medaglia Bruce (1929)
- Medaglia Rittenhouse (1933)